# Maximiano de Oliveira Leite
Maximiano de Oliveira Leite foi uma figura proeminente da região do Carmo, em Minas Gerais, durante o período colonial. Natural de Santana de Parnaíba, era Cavaleiro da Ordem de Cristo, Fidalgo da Casa Real e Guarda-mor das Minas do Carmo.
Descendia de famílias influentes da colônia. Era neto do bandeirante Fernão Dias Paes Leme por parte de sua mãe, Mariana Pais, casada com o coronel Francisco Pais de Oliveira Horta, de Santana de Parnaíba, tronco de importantes linhagens paulistas e mineiras.
Com a partida de seu tio, Garcia Rodrigues Pais, que se ausentou das Minas para abrir o Caminho Novo em direção ao Rio de Janeiro – rota essencial para o escoamento do ouro e o abastecimento da região –, Maximiano assumiu a responsabilidade de cuidar da família. Casou-se com sua prima Inácia Pires de Arruda e estabeleceu-se na zona do Carmo, na área descoberta por João Lopes de Lima. Juntos, foram fundadores da capela de Santa Teresa.
O casal teve três filhas:
- Mariana Pais, que se casou com o capitão-mor José da Silva Pontes.
- Inácia de Arruda Pires, casada com o coronel José Caetano Rodrigues Horta, bisavô do Visconde de Itatiaia.
- Juliana Pires (ou **Juliana Francisca de Oliveira**), que se uniu ao capitão-mor português José Alves Maciel. Dessa união, nasceram:

1. José Álvares Maciel, doutor, participante da Inconfidência Mineira, que faleceu no degredo na África.  
2. Coronel Domingos Alves de Oliveira Maciel, advogado e deputado à Assembleia Constituinte. Casou-se com D. Juliana de Oliveira. Seus descendentes passaram a assinar-se "Maciel da Costa", destacando-se:
- Joana Teodora Inácia Xavier, casada com o Conselheiro José Joaquim da Rocha;
- 'João Severiano Maciel da Costa, mais tarde nomeado Marquês de Queluz no Império.

3. Dr. Teotônio Alves de Oliveira Maciel, bacharel em Direito pela Universidade de Coimbra (formado em 1788), membro do governo provisório de Minas Gerais em 1821 e deputado à Assembleia Constituinte de 1823.
4. Isabel Carolina de Oliveira Maciel, esposa do tenente-coronel Francisco de Paula Freire de Andrade, também envolvido na Inconfidência Mineira.